# Isa von Bernus
Isolde „Isa“ von Bernus, geborene Oberländer (* 21. Januar 1898 in Berlin; † 12. Mai 2001 auf Schloss Donaumünster, Donaumünster bei Tapfheim), war eine deutsche Schauspielerin, Rezitatorin und Muse.

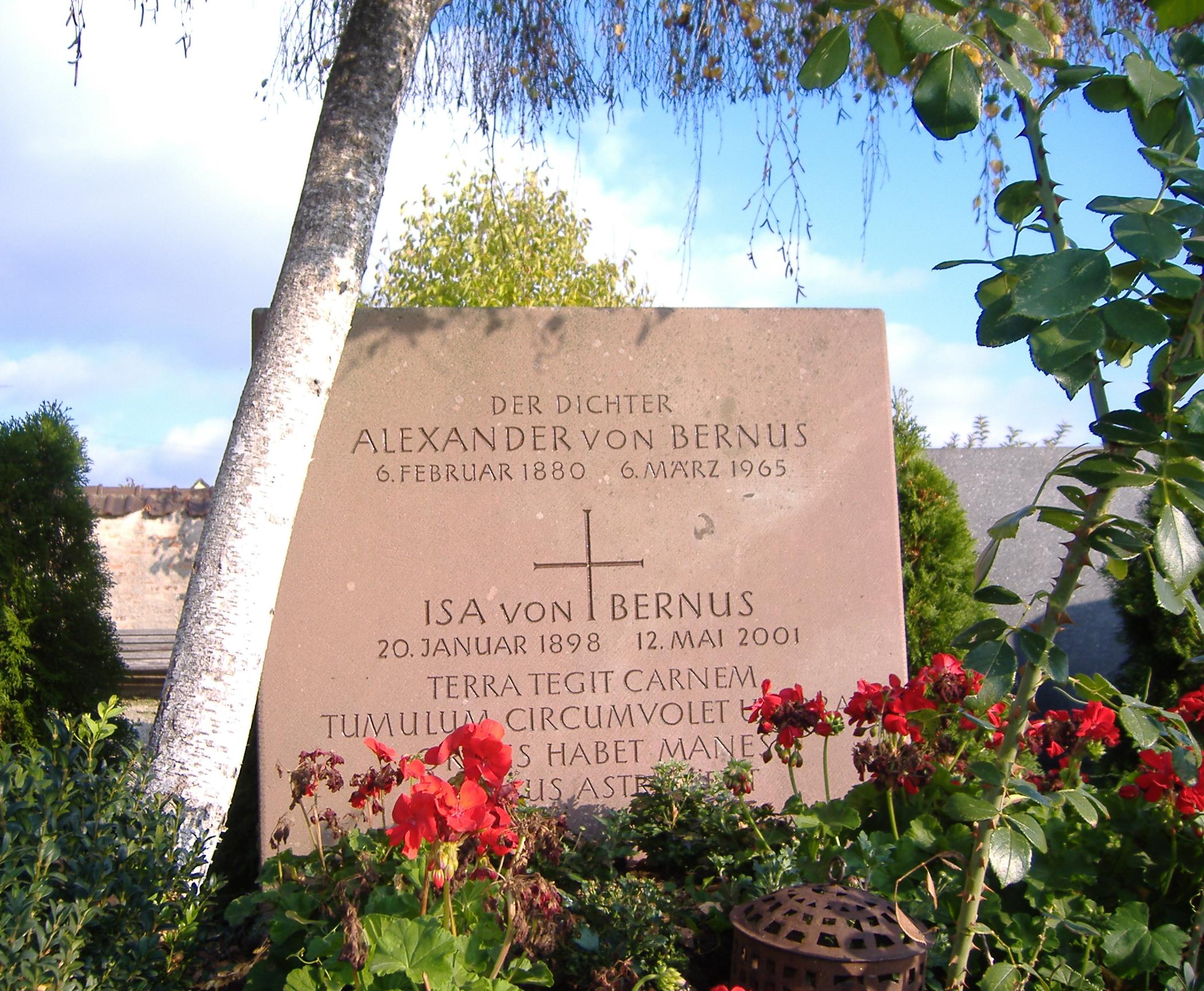
Grabstätte Städtischer Friedhof Donauwörth

## Leben

### Familie und Ausbildung
Isolde Oberländer war die zweite Tochter des badischen großherzoglichen Kammersängers Alfred Oberländer (1850–1906) und seiner Ehefrau Melitta Oberländer, geborene Worms. Ihr Vater starb früh. Durch die Unterstützung ihres Onkels Rolf Oberländer, des Bruders ihres Vaters, war jedoch eine so genannte gutbürgerliche Kindheit gesichert.
Die Volksschule besuchte sie ab 1904 in Berlin. Ab 1908 ging sie bis zum Abitur 1916 auf ein Gymnasium in Berlin. Während des Ersten Weltkriegs arbeitete sie im Rahmen der Kriegsarbeit von Frauen als Sozialfürsorgerin für finanzschwache Familien in Berlin-Moabit. Nach Kriegsende absolvierte sie eine Ausbildung als „Schwester für soziale Fürsorge“ im Pestalozzi-Fröbel-Haus, einem Waisenhaus in Berlin. Dort war sie als Betreuerin und Krankengymnastin tätig, bevor sie sich dem Theater und der Literatur zuwandte.

### Schauspielerin und Rezitatorin
Im Jahr 1921 begann sie ihre Bühnenlaufbahn am Stadttheater Kleve; sie erhielt dort einen Jahresvertrag als Anfängerin. Im selben Jahr wurde sie Mitglied im Deutschen Bühnenverein. Schauspielunterricht nahm sie bei Auguste Prasch-Grevenberg. Zu ihren Bühnenrollen gehörten die Titelrollen in Iphigenie auf Tauris und Maria Stuart. 1922 begann sie mit ihren Auftritten als Rezitatorin, zunächst bei Veranstaltungen der Volkshochschule Kleve. Im Frühjahr 1923 ging sie nach Berlin. Im April 1923 wirkte sie in der Berliner Erstaufführung des Märchenspiels Der treue Johannes von Karl Röttger mit. Außerdem trat sie in „Lyrische Spiele“ auf, einer Sammlung kurzer Sprechstücke von Johannes Günther. In Berlin war sie, neben ihrer Tätigkeit als Schauspielerin, als Rezitatorin erfolgreich. Im März 1924 gründete sie gemeinsam mit Kollegen die „Deutsche Szene“, eine Vereinigung von jungen Berliner Schauspielern. Sie wurde als Rezitatorin für das Berliner Vox-Haus engagiert, und ihre Rezitationen, u. a. mit Lyrik von Johann Wolfgang von Goethe und Friedrich Schiller, wurden mehrfach im Berliner Rundfunk übertragen. 1926 hatte sie ein Engagement am Neuen Schauspielhaus der Jadestädte. Als Schauspielerin und Rezitatorin gastierte sie bis 1930 in Deutschland. Im März 1930 gab sie auf Einladung der Sorbonne in Paris eine Rezitation mit deutscher Lyrik.

### Heirat und Muse
1929 lernte sie bei einem Besuch bei ihrer Schwester, der Opernsängerin Anita Oberländer (* 1902), im Alter von 31 Jahren über einen gemeinsamen Freund den 18 Jahre älteren Schriftsteller Alexander von Bernus kennen. Das Paar zog gemeinsam nach Wien, wo Isolde „Isa“ Oberländer kurzzeitig noch Theater spielte. Nach ihrer Heirat 1930 zog Isa von Bernus sich von der Bühne zurück und wurde zur Muse ihres Ehemannes. 1933 wurde ihre Tochter Marina geboren, die 1957 den Unternehmer und Erben von T&N Telefonbau Normalzeit Peter Fuld heiratete. Diese Ehe wurde 1959 wieder geschieden.
Nach dem Tod ihres Ehemannes Alexander von Bernus am 6. März 1965 auf Schloss Donaumünster suchte sie sein Werk, das Laboratorium Soluna und das Schloss zu sichern und zu erhalten. Die Herstellung der Soluna-Mittel übernahm die anthroposophische Heilmittelfirma Wala, den Vertrieb organisierte Isa von Bernus auf Schloss Donaumünster selbst. In den 1990er Jahren ging das Labor an eine Kosmetikproduzentin, Prozesse um eine Revision scheiterten. Den Nachlass und die alchemistische Bibliothek ihres Mannes stiftete Isa von Bernus der Badischen Landesbibliothek und ermöglichte damit die wissenschaftliche Aufarbeitung des Schaffens Alexander von Bernus. Sie selbst starb hochgeehrt im Alter von 103 Jahren ebenfalls auf Schloss Donaumünster.

## Werke
- Irene oder die Verwandlung eines Herzens. Berlin 1996, ISBN 978-3-9324-5800-2
- mit Alexander von Bernus und Irmhild Mäurer: Aus Welt und Überwelt: ausgewählte Gedichte. Dornach 1995, ISBN 978-3-7235-0899-2